# NGC 3978
NGC 3978 (другие обозначения — UGC 6910, MCG 10-17-105, ZWG 292.47, IRAS11535+6047, PGC 37502) — галактика в созвездии Большая Медведица.
Этот объект входит в число перечисленных в оригинальной редакции «Нового общего каталога».
В галактике вспыхнула сверхновая SN 2003cq типа Ia, её пиковая видимая звездная величина составила 17,0.
В галактике вспыхнула сверхновая SN 2008I типа II, её пиковая видимая звездная величина составила 19,3.